# منطقة ناندوربار
ناندوربار رمزها «NB» (بالإنجليزية: Nandurbar)‏، هو تقسيم إداري لدولة الهند تتبع ولاية ماهاراشترا (بالإنجليزية: Maharashtra)‏، مركزها هو مدينة ناندوربار (بالإنجليزية: Nandurbar)‏ عدد سكانها حسب تعداد سنة 2001 هو 1,309,135، مساحتها 5,055 كم² وكثافة السكان 259 لكل كم² .

## المناخ
يظهر الجدول التالي التغييرات المناخية على مدار السنة لمنطقة ناندوربار:
| البيانات المناخية لـمنطقة ناندوربار | البيانات المناخية لـمنطقة ناندوربار | البيانات المناخية لـمنطقة ناندوربار | البيانات المناخية لـمنطقة ناندوربار | البيانات المناخية لـمنطقة ناندوربار | البيانات المناخية لـمنطقة ناندوربار | البيانات المناخية لـمنطقة ناندوربار | البيانات المناخية لـمنطقة ناندوربار | البيانات المناخية لـمنطقة ناندوربار | البيانات المناخية لـمنطقة ناندوربار | البيانات المناخية لـمنطقة ناندوربار | البيانات المناخية لـمنطقة ناندوربار | البيانات المناخية لـمنطقة ناندوربار | البيانات المناخية لـمنطقة ناندوربار |
| الشهر                               | يناير                               | فبراير                              | مارس                                | أبريل                               | مايو                                | يونيو                               | يوليو                               | أغسطس                               | سبتمبر                              | أكتوبر                              | نوفمبر                              | ديسمبر                              | المعدل السنوي                       |
| ----------------------------------- | ----------------------------------- | ----------------------------------- | ----------------------------------- | ----------------------------------- | ----------------------------------- | ----------------------------------- | ----------------------------------- | ----------------------------------- | ----------------------------------- | ----------------------------------- | ----------------------------------- | ----------------------------------- | ----------------------------------- |
| متوسط درجة الحرارة الكبرى °م (°ف)   | 25 (77)                             | 27 (81)                             | 36 (97)                             | 42 (108)                            | 43 (109)                            | 35 (95)                             | 28 (82)                             | 27 (81)                             | 30 (86)                             | 31 (88)                             | 28 (82)                             | 25 (77)                             | 31 (89)                             |
| متوسط درجة الحرارة الصغرى °م (°ف)   | 11 (52)                             | 13 (55)                             | 18 (64)                             | 22 (72)                             | 25 (77)                             | 25 (77)                             | 23 (73)                             | 22 (72)                             | 21 (70)                             | 19 (66)                             | 15 (59)                             | 12 (54)                             | 19 (66)                             |
| الهطول مم (إنش)                     | 7.00 (0.28)                         | 1.18 (0.05)                         | 1.42 (0.06)                         | 1.79 (0.07)                         | 9.15 (0.36)                         | 108.62 (4.28)                       | 373.63 (14.71)                      | 134.91 (5.31)                       | 122.75 (4.83)                       | 40.40 (1.59)                        | 16.39 (0.65)                        | 3.49 (0.14)                         | 820.73 (32.33)                      |
| المصدر:                             |                                     |                                     |                                     |                                     |                                     |                                     |                                     |                                     |                                     |                                     |                                     |                                     |                                     |